# Nereis riisei
Nereis riisei är en ringmaskart som beskrevs av Grube 1857. Nereis riisei ingår i släktet Nereis och familjen Nereididae. Inga underarter finns listade i Catalogue of Life.